# Уриу Сотокити
Уриу Сотокити (яп. 瓜生 外吉 Урю: Сотокити, род. 1857, Канадзава — 11 ноября 1937, Токио) — японский адмирал (16.10.1912), участник русско-японской войны 1904-1905 гг.

## Биография
Родился в семье самурая в 1857 году (по некоторым данным в 1854) в Кага-хане, что находится на территории современного города Канадзавы. Сокотити решил служить на флоте и стал одним из первых поступивших в японскую морскую академию, но её не окончил, а был послан продолжать образование в Военно-морскую академию США в городе Аннаполис, где проживал с 9 июня 1875 по 2 октября 1881 года. Окончил учёбу в звании капитан-лейтенанта, служил на кораблях Каймон, Фусо, Ниссин. 23 июля 1891 года он получил в командование первое судно — канонерскую лодку Акаги.
С 1891 года — капитан 1-го ранга, в 1892—1896 годах — морской атташе во Франции. Контр-адмирал (20.05.1900).
Участник русско-японской войны. Командовал отрядом в бою у Чемульпо, принимал участие в бою в Корейском проливе 14 августа 1904 года и Цусимском сражении 27—28 мая 1905 года. Во время войны был произведён в вице-адмиралы (06.06.1904).
После войны — начальник базы в Такэсики, а затем — главный командир порта Сасэбо. Член Адмиралтейств-совета с 1909 года. Главный командир порта Йокосука в 1909—1912 годах.
В октябре 1912 года был произведён в адмиралы, а в мае 1913 года вышел в отставку. Вместе с супругой (каковая также в своё время обучалась в США) адмирал посетил церемонию годовщины основания Военно-морской академии США в Аннаполисе в 1909 году.
В 1922—1925 годах состоял в верхней палате парламента. С 1927 года — в резерве.
Проживал в городе Ниппори под Токио. Скончался в 1937 году, похоронен на кладбище Аояма.

## Награды
- 29.11.1889 — памятная медаль в честь вступления в действие императорской Конституции 1889 г.[3]
- 29.11.1892 — орден Священного сокровища 6 класса[4]
- 25.11.1896 — орден Священного сокровища 5 класса[5]
- 27.12.1901 — орден Восходящего солнца 2 класса[6]
- 01.04.1906 — орден Золотого коршуна 2 класса, Орден Восходящего солнца 1 класса, Медаль за участие в русско-японской войне[7]
- 21.09.1907 — титул барона[8]
- 10.11.1915 — памятная медаль в честь восшествия на престол императора Тайсё大礼記念章[9]
- 11.11.1937 — орден Цветов павловнии[10] (посмертно)